# Стабровський Олександр Станіславович
Олександр Станіславович Стабровський (1904, місто Дебальцеве, тепер Донецької області — ?) — український радянський партійний діяч, 1-й секретар Сарненського районного комітету КП(б)У Рівненської області. Депутат Верховної Ради УРСР 3-го скликання.

## Біографія
Народився у родині робітника. Трудову діяльність розпочав у 1918 році робітником на заводах, а згодом у залізничних майстернях міста Луганська.
У 1919—1923 роках — в органах Надзвичайної комісії (ЧК)—Державного політичного управління (ДПУ) УРСР в містах Луганську та Артемівську на Донбасі.
Закінчив Єнакіївську радянську партійну школу. Працював на керівній роботі в радянських установах міста Гришино на Донбасі.
Член ВКП(б) з 1925 року.
У 1930—1934 роках — інструктор Гришинського районного комітету КП(б)У, секретар партійного комітету шахти імені Димитрова, завідувач відділу кадрів Гришинського районного комітету КП(б)У Донецької області.
У 1934—1940 роках — заступник начальника, потім начальник політичного відділу і заступник директора із політичної частини Ново-Білянської машинно-тракторної станції (МТС) Донецької (з 1938 року — Ворошиловградської) області.
У 1941—1942 роках — секретар Білолуцького районного комітету КП(б)У Ворошиловградської області.
У 1942—1943 роках — секретар Бухтарминського районного комітету КП(б)Казахстану Східно-Казахстанської області.
У 1943—1944 роках — 1-й секретар Євсузького районного комітету КП(б)У Ворошиловградської області.
У 1944 — після 1951 року — 1-й секретар Сарненського районного комітету КП(б)У Ровенської області. Один із активних учасників боротьби проти національно-визвольного руху та українського національного підпілля на Рівненщині.

## Нагороди
- орден Трудового Червоного Прапора (23.01.1948)
- орден Вітчизняної війни 2-го ст. (1.02.1945)
- медаль «За бойові заслуги»
- медаль «За перемогу над Німеччиною у Великій Вітчизняній війні 1941—1945 років» (1945)
- медаль «За доблесну працю у Великій Вітчизняній війні 1941—1945 років»
- медалі